# Corpos de inclusão

## Conceito
Corpos de inclusão são agregados proteicos observados, principalmente, em bactérias recombinantes formados por proteínas recombinantes expressas. Corpos de inclusão normalmente ocorrem devido a um processo de enovelamento proteico ineficiente resultando em proteínas insolúveis e desnaturadas no citoplasma ou no periplasma da bactéria. Em bactérias a formação desses agregados inicia-se imediatamente após a indução da expressão gênica, desse modo o crescimento volumétrico dessas partículas durante a produção proteica resulta em uma agregação das cadeias polipeptídicas favorecida pelo ambiente celular.

## Aplicações
Corpos de inclusão são insolúveis em água e soluções de uso laboratorial comum. Portanto, para realizar a purificação de uma proteína recombinante expressa na forma de corpos de inclusão, é necessário tratar esses agregados com agentes químicos caotrópicos, como ureia e guanidina, normalmente, em altas concentrações. A adição desses agentes leva ao desenovelamento das proteínas agregadas e a sua solubilização total ou parcial. Posteriormente, é necessário que essas proteínas sejam renaturadas através da retirada dos agentes caotrópicos por diálise ou ultrafiltração. Devido a essa etapa de desnaturação e renaturação, que constitui uma etapa adicional na produção de proteínas recombinantes e, portanto, um custo adicional, a formação de corpos de inclusão é frequentemente vista como um evento indesejável.
Apesar dos desafios em solubilizar e recuperar proteínas em corpos de inclusão, existem diversas vantagens em utilizar esses agregados moleculares em processos biotecnológicos, em estudos relacionados a fisiologia celular e ao entendimento de doenças relacionadas à conformação de proteínas. 
Na produção de proteínas recombinantes, a manipulação de corpos de inclusão pode ser desejável para reduzir as impurezas associadas ao processo e aumentar o rendimento final. Como corpos de inclusão encontram-se na fração insolúvel das proteínas bacterianas, as proteínas solúveis, que são consideradas contaminantes e encontram-se em maioria, são excluídas durante o processo, aumentando o grau de pureza da amostra. Além disso, a formação de agregados facilita a concentração da proteína recombinante, evitando grandes perdas durante as etapas de processamento. 
Corpos de inclusão podem ser utilizados como catalisadores imobilizados para aplicações industriais. Enzimas imobilizadas possuem vantagens frente a proteínas solúveis, apresentam maior estabilidade, permitem a sua reutilização, além de serem de mais fácil utilização e separação. Redutases, oxidases, quinases, aldolases, liases, sintases, lipases e fosforilases têm sido estudadas na forma de corpos de inclusão como catalisadores imobilizados.
Estudos relacionados à conservação da resposta celular vem sendo realizados observando a formação de agregados proteicos em diferentes condições. Tyedmers e colaboradores (2010) descreveram a formação de agregados proteicos como um processo regulado em células de bactérias, leveduras e mamíferos. Já Winkler e colaboradores (2010) demostraram a formação de 150 a 200 agregados proteicos em bactérias em resposta a estresse por choque térmico. Portanto, a formação e degradação de corpos de inclusão pela célula constitui também um mecanismo de manutenção da homeostasia celular. 
Corpos de inclusão têm sido aplicados como modelo de estudos de algumas doenças, por exemplo, doença de Huntington e Alzheimer. Na doença de Huntington, foi visto que a formação de oligômeros solúveis de polyQ (poliglutamina) apresentou toxicidade, enquanto a formação de agregados proteicos, aparentemente, apresentou efeito protetor (Invernizzi et al., 2012). Na doença de Alzheimer, corpos de inclusão têm sido utilizados para estudar a agregação da proteína Aβ42 de maneira rápida e efetiva, confirmando sua aplicabilidade no estudo de doenças relacionas a conformação proteica (Villar-Pique et al., 2012). 

## Estratégias
Visto que a formação de corpos de inclusão pode ser um obstáculo na produção de proteínas recombinantes, algumas estratégias têm sido desenvolvidas para minimizar a sua formação:
•             Métodos físicos: diminuição da temperatura de expressão,
•             Disponibilidade de nutriente: limitação de fontes de carbono,
•             Metodologias fisiológicas: co-expressão de chaperonas e moduladores de enovelamento
•             Abordagens genéticas: diminuição da expressão gênica por uso de promotores de baixa afinidade.